# 李芝卿
李芝卿（1894年—1976年），男，福建福州人，中国漆器艺术家，曾任中国美术家协会理事，第三届全国人大代表。